# Luca Zanatta
Luca Zanatta (* 15. Mai 1991 in Pieve di Cadore) ist ein italo-schweizerischer Eishockeyspieler, der seit 2024 beim HC Pustertal aus der ICE Hockey League unter Vertrag steht.

## Leben
Luca Zanatta stammt aus Pieve di Cadore in Venetien. Sein Vater Ivano sowie seine Brüder Michael und Alessandro waren auch für Italien international aktiv.

## Karriere

### Vereine
Zanatta begann seine Spielerlaufbahn in der Nachwuchsabteilung des HC Lugano, spielte aber auch für die U19 der SG Cortina. Die Spielzeit 2006/07 verbrachte er bei den Notre Dame Hounds in der kanadischen Saskatchewan Midget Hockey League. Anschliessend kehrte er in die Schweiz zurück, wo er zunächst erneut für den HC Lugano in der höchsten Schweizer Juniorenspielklasse und 2008/09 beim HC Ceresio in der drittklassigen 1. Liga spielte. 2009 wechselte er zu den SG Cortina in die italienische Serie A1 und gewann mit dem Club 2012 die Coppa Italia. Von 2014 bis 2017 spielte er mit dem HC Red Ice in der Schweizer Nationalliga B, wurde aber 2016 auch einmal vom Genève-Servette HC in den Playoffs der Nationalliga A eingesetzt. Als der HC Red Ice aus finanziellen Gründen den Spielbetrieb einstellte, wechselte Zanatta 2017 zum Ligakonkurrenten EHC Olten, für den er bis 2019 auf dem Eis stand.
Im Anschluss folgte die Rückkehr zu den SG Cortina aus der multinationalen Alps Hockey League. Mit dem Klub wurde er 2023 italienischer Meister.
Nach 5 Saisonen in Cortina wechselte Zanatta zum HC Pustertal in die ICE Hockey League.

### Nationalmannschaft
Zanatta, der im Juniorenbereich nicht international spielte, debütierte in der Saison 2013/14 in der italienischen Nationalmannschaft. Er spielte bei den Weltmeisterschaften 2015 und 2018 in der Division I und nahm 2017 und 2019 an der Weltmeisterschaft der Top-Division teil. Zudem vertrat er seine Farben bei der Olympiaqualifikation für die Winterspiele 2018 in Pyeongchang.

## Erfolge und Auszeichnungen
- 2012 Gewinn der Coppa Italia mit den SG Cortina
- 2018 Aufstieg in die Top-Division bei der Weltmeisterschaft der Division I, Gruppe A
- 2023 Italienischer Meister mit den SG Cortina